# أندرياس باولوس
أندرياس باولوس (بالألمانية: Andreas Paulus)‏ (و. 1968  م) هو قاضي، ومحامي، وأستاذ جامعي ألماني، ولد في فرانكفورت، هو عضوٌ الحزب الديمقراطي الحر.

## مناصب
تولى منصب قاضي لدى المحكمة الدستورية الألمانية ‏ (16 مارس 2010–15 مارس 2022)
.

## التعليم
تعلم في جامعة هارفارد، وتعلم في جامعة غوتينغن، وتعلم في جامعة لودفيغ ماكسيميليان في ميونخ
.

## روابط خارجية
- أندرياس باولوس على موقع مونزينجر (الألمانية)